# ماساكوري
ماساكوري هي عاصمة إقليم حجر لميس التشادية ومحافظة داقانا . كانت المدينة سابقًا في محافظة فورت لامي في مقاطعة باس شاري. 

## السكان
استخدمت المنطقة المحيطة لماساكوري تحت حكم السلطان وادي. تهيمن قبيلتان على هذه المنطقة: داجانا، الرعاة الرحل، في الداخل وكوري كالي على شواطئ وجزر الجزء الغربي من البحيرة.  ويقال إن بولالا، الذين يعيشون بالقرب من ماساكوري، من أصل عربي. لقد ساعدوا في تأسيس مملكة كانم، وساعدوا في طرد عائلة كانم الملكية في القرن الثالث عشر. أُجبروا في وقت لاحق على الانتقال إلى منطقة ياو حيث أنشأوا سلطنة صغيرة واستقروا في أسلوب حياة زراعي، رغم أنه قيل بأنهم كانوا محاربين جيدين. 
أنشأ المستعمرون الفرنسيون موقع ماساكوري في إقليم داقانا في عام 1901.  في عام 1925، زودت منطقة منخفض شاري بـ 1500 عامل للعمل على خط سكة حديد الكونغو والمحيط.  خلال الحقبة الاستعمارية الفرنسية، تم تطبيق القوانين بقسوة. في دائرة ماساكوري التي كانت تضم حوالي 30,000 شخص في عام 1932، كانت اثنين في المئة منهم في السجن. 

## اقتصاد
بلغ عدد سكان بلدة ماساكوري 11344 نسمة في عام 1993، وزاد عددهم إلى 16.237 بحلول عام 2008.  في السنوات الأخيرة، تم «غزو» البلدة والمنطقة من الشمال من قبل المستوردين الليبيين، وكذلك غيرها من المناطق القاحلة وشبه القاحلة أجزاء من شمال تشاد.  انخفض سوق الماشية، ذو الأهمية، بشكل مطرد بسبب تقدم الصحراء وعدم الاستقرار السياسي في المنطقة المحيطة ببحيرة تشاد المتقلصة. 

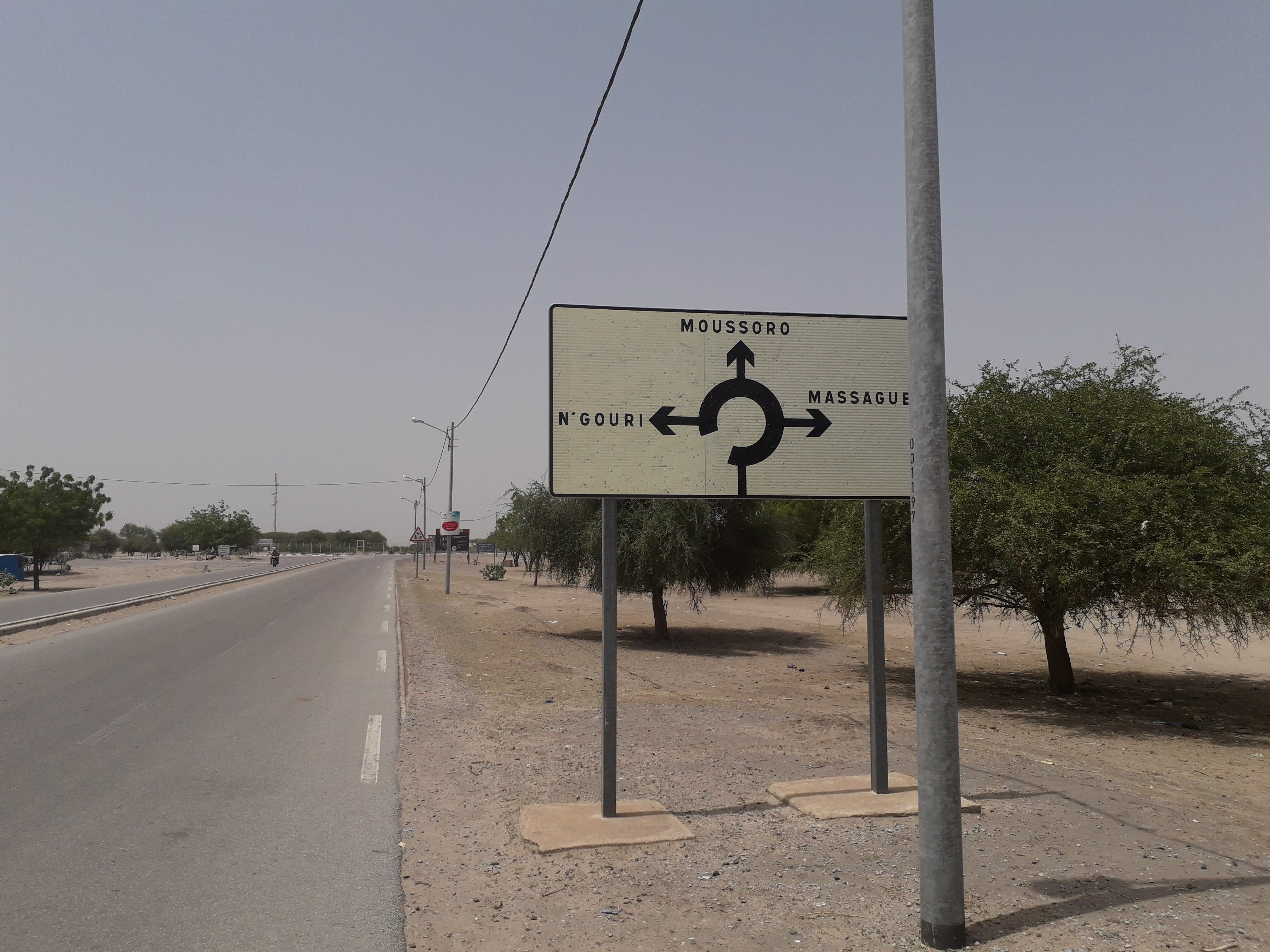
الطريق عابر الصحراء - المدخل الشمالي لماساكوري

تقع المدينة على ممر نيجيريا / النيجر لنظام الطرق السريعة الوطني في تشاد، ويمتد من نجامينا إلى بول . اعتبارا من عام 2005، 77 كيلومتر (48 ميل) بين نجامينا ومساقط قد اكتملت، في حين أن ما تبقى من 249 كيلومتر (155 ميل) لم تبدأ بعد بسبب نقص التمويل.  بحلول عام 2008، وصل الطريق المعبد إلى ماساكوري. وبحلول 2019 وصل الطريق إلى نقوري.
يهدف هذا الطريق إلى تسهيل الوصول إلى مصفاة نفط جديدة يتم بناؤها في جرمايا إلى الشمال من العاصمة.  مطار ماساكوري هو مطار مدني به مدرج غير ممهد 3,500 قدم (1,100 م) في الطول. 

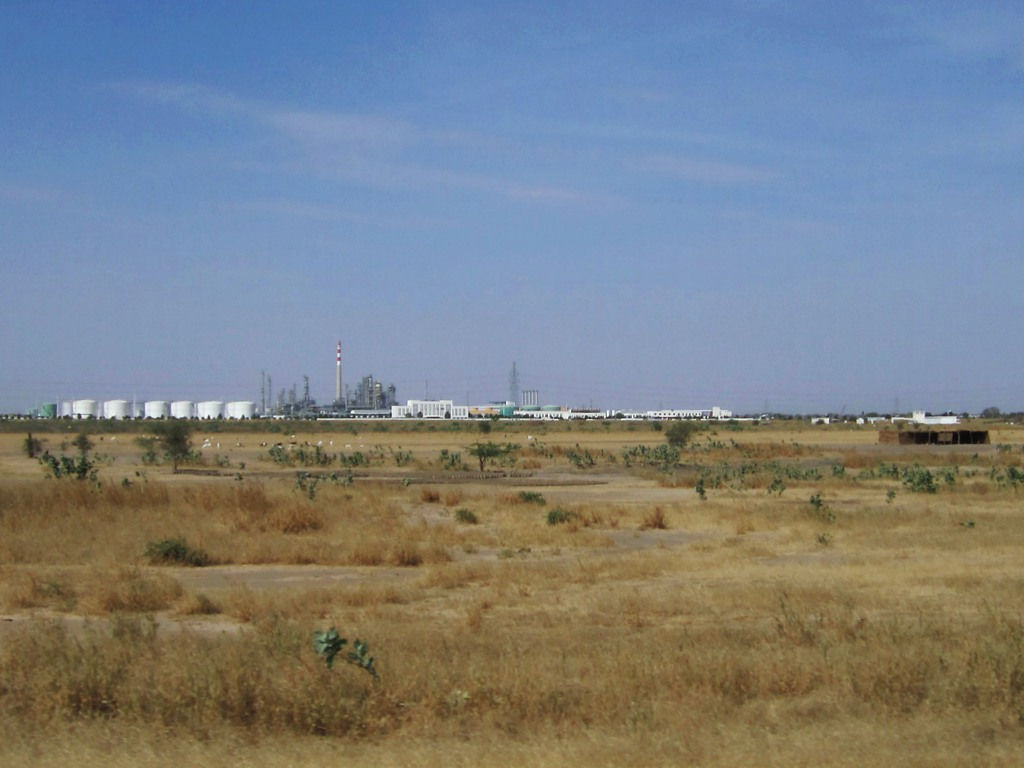
مصفاة جيرمايا